# Hans Jendersie
Hans Max Jendersie (* 10. April 1915 in Chwallowitz bei Rybnik; † 1. August 2003 in Freiberg) war ein deutscher Bergingenieur und Hochschullehrer.

## Leben

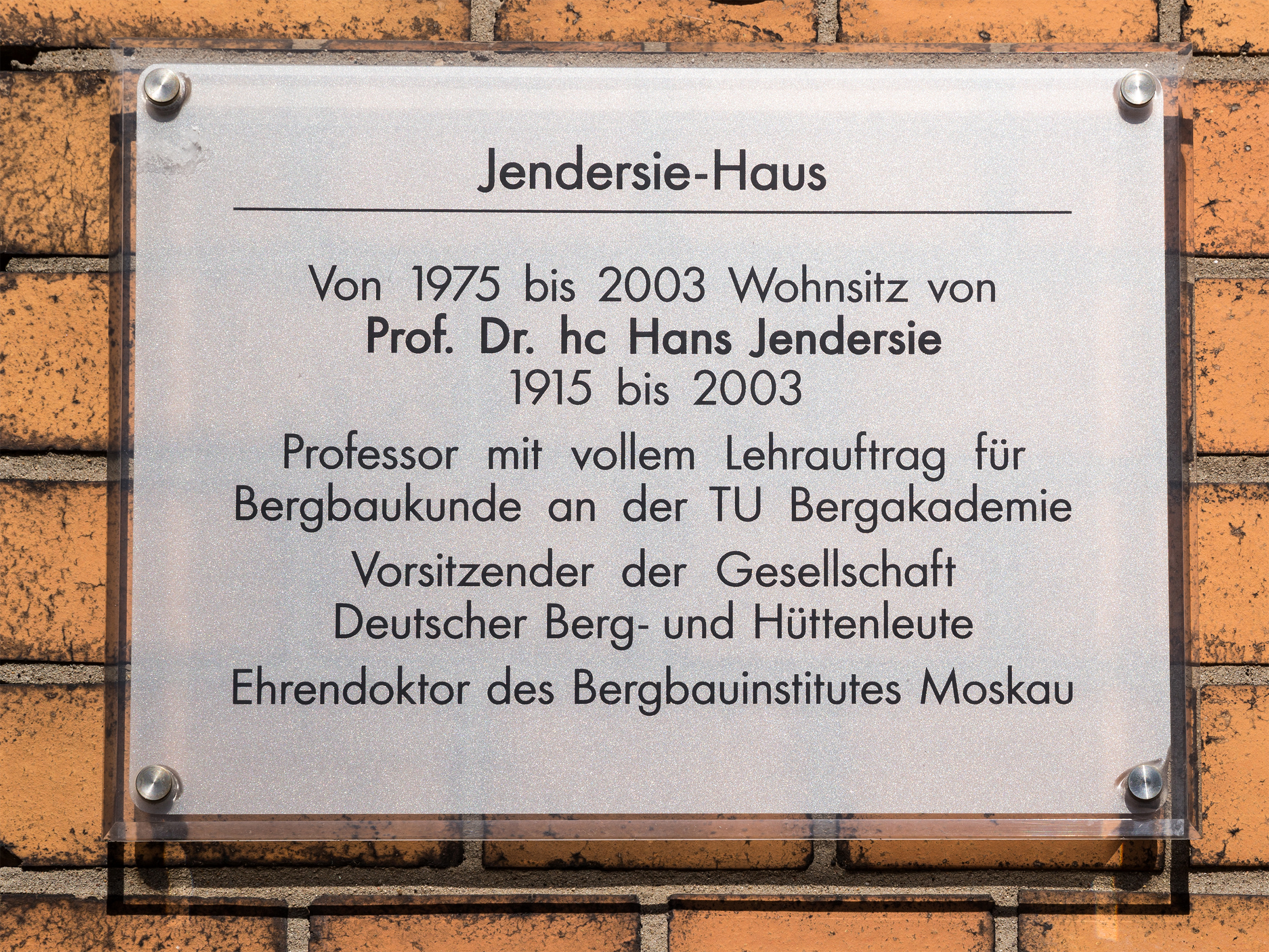
Gedenktafel an seinem Wohnhaus in Freiberg

Hans Jendersie entstammte einer alten Bergmannsfamilie aus dem Oberschlesischen Steinkohlenrevier. 1935 legte er das Abitur ab. Er arbeitete danach in verschiedenen Maschinenfabriken und Bergwerken und studierte ab 1936 Bergbau an der TH Breslau. Von 1939 bis Anfang 1945 diente er im Zweiten Weltkrieg, danach arbeitete er an der TH Breslau als Assistent bei Helmut Kirchberg. Am 22. Januar 1945 wurde das Institut für Bergbaukunde und Aufbereitung an die Bergakademie Freiberg verlegt, und Jendersie wurde 1946 wissenschaftlicher Assistent bei Werner Gründer.
Ab 1947 arbeitete Hans Jendersie mehrere Jahre in der ostdeutschen Kaliindustrie. Er war Technischer Direktor im Kaliwerk Volkenroda und Grubendirektor im Kaliwerk Dorndorf. Im Jahr 1957 wurde er mit dem Titel Verdienter Bergmann der Deutschen Demokratischen Republik ausgezeichnet.
1959 nahm er eine Stelle als wissenschaftlicher Mitarbeiter am Lehrstuhl für Aufbereitung der Hochschule für Architektur und Bauwesen Weimar an. Zwei Jahre später ging er an die Bergakademie Freiberg zurück, wo er zum Professor für Bergbaukunde berufen wurde. Zwischen 1968 und 1972 wirkte er an der Sektion Geotechnik und Bergbau als Stellvertretender Sektionsdirektor für Forschung, außerdem leitete er die Lehrgruppe Bergbau/Tiefbau. 1969 wurde er zum ordentlichen Professor für Bergbau/Tiefbau berufen. Ab 1974 leitete er den Wissenschaftsbereich Bergbau/Tiefbau und ab 1976 die Fachrichtung Bergbau/Tiefbau. Nach seiner Emeritierung  im Jahr 1980 widmete sich Hans Jendersie verstärkt der Kunst des Holzschnitzens. Zu seinen bevorzugten Motiven gehörten arbeitende Bergleute und die Heilige Barbara.

## Ehrungen
- Verdienter Bergmann der Deutschen Demokratischen Republik (1957)
- Goldene Ehrennadel der Gesellschaft Deutscher Berg- und Hüttenleute (1971)
- Aktivist der sozialistischen Arbeit (1972 und 1977)
- Silberne Ehrennadel der Kammer der Technik (1977)
- Ehrendoktor der Moskauer Hochschule für Geologie und Bergbau (1997)[2]

## Veröffentlichungen (Auswahl)
- Kali- und Steinsalzbergbau (Band 2: Technologie des Kali- und Steinsalzbergbaus, 1969)
- Sprengtechnik im Bergbau (1981)